# 双六古墳
双六古墳（そうろくこふん）は、長崎県壱岐市勝本町立石東触にある古墳。形状は前方後円墳。壱岐古墳群（国の史跡）を構成する古墳の1つ。出土品は国の重要文化財に指定されている。
壱岐島、ひいては長崎県最大の規模の古墳で、6世紀後半（古墳時代後期）頃の築造と推定される。

## 概要
壱岐島中央部の丘陵上に築造された古墳である。1981年（昭和56年）に松永泰彦による石室測量が、1992年（平成4年）に長崎県教育委員会による墳丘・石室の実測調査が、1997年-2000年（平成9-12年）に旧勝本町による本格的な発掘調査がなされている。

## 墳丘
墳丘は前方後円形で、2段築成である。規模は次の通り。
- 墳丘長：91メートル
- 後円部：直径43メートル、高さ10.6メートル
- くびれ部：幅24メートル
- 前方部：長さ55メートル、幅36メートル、高さ5メートル

対馬塚古墳同様、墳丘の前方部は後円部に比して長く、後円部はお椀を伏せたような急斜面をなす特徴を有している。

## 埋葬施設
埋葬施設は複室構造の横穴式石室で、玄室・前室の2室と羨道で構成され、南西方に開口する。江戸時代にはすでに石室は開口し、『甲子夜話』『壱岐名勝図誌』に記述がある。石室の規模は次の通り。
- 石室全長：11メートル[2]
- 玄室：長さ3.5メートル、幅2.58メートル、高さ4.28メートル
- 前室：長さ6.28メートル、幅1.8メートル、高さ1.68メートル
- 羨道：長さ1.28メートル、幅1.28メートル、高さ1.7メートル

玄室には朱塗痕があるほか、玄室床面には全面に凝灰岩製の敷石が敷かれたと見られる。また、石室壁に船形の線刻画も見られる。

## 出土品
出土品としては、玄室からは須恵器・土師器・鉄製品・ガラス玉・二彩片・金糸などが、前室からは金銅製圭頭大刀把頭・把元・八窓鐔・雲珠・杏葉・金銅製冠・須恵器・土師器・ガラス玉などが、羨道からは金銅製鈴・鉄鏃・銀象嵌鐔・馬具・土師器・短刀などが、開口部からは新羅土器が見つかっている。これらのうち、馬具装飾には高い技術水準が指摘されるほか、大陸産・新羅産の遺物は当時の海外交渉を伝えるものとして重要視される。これらの遺物は「長崎県双六古墳出土品」として国の重要文化財に指定されている。

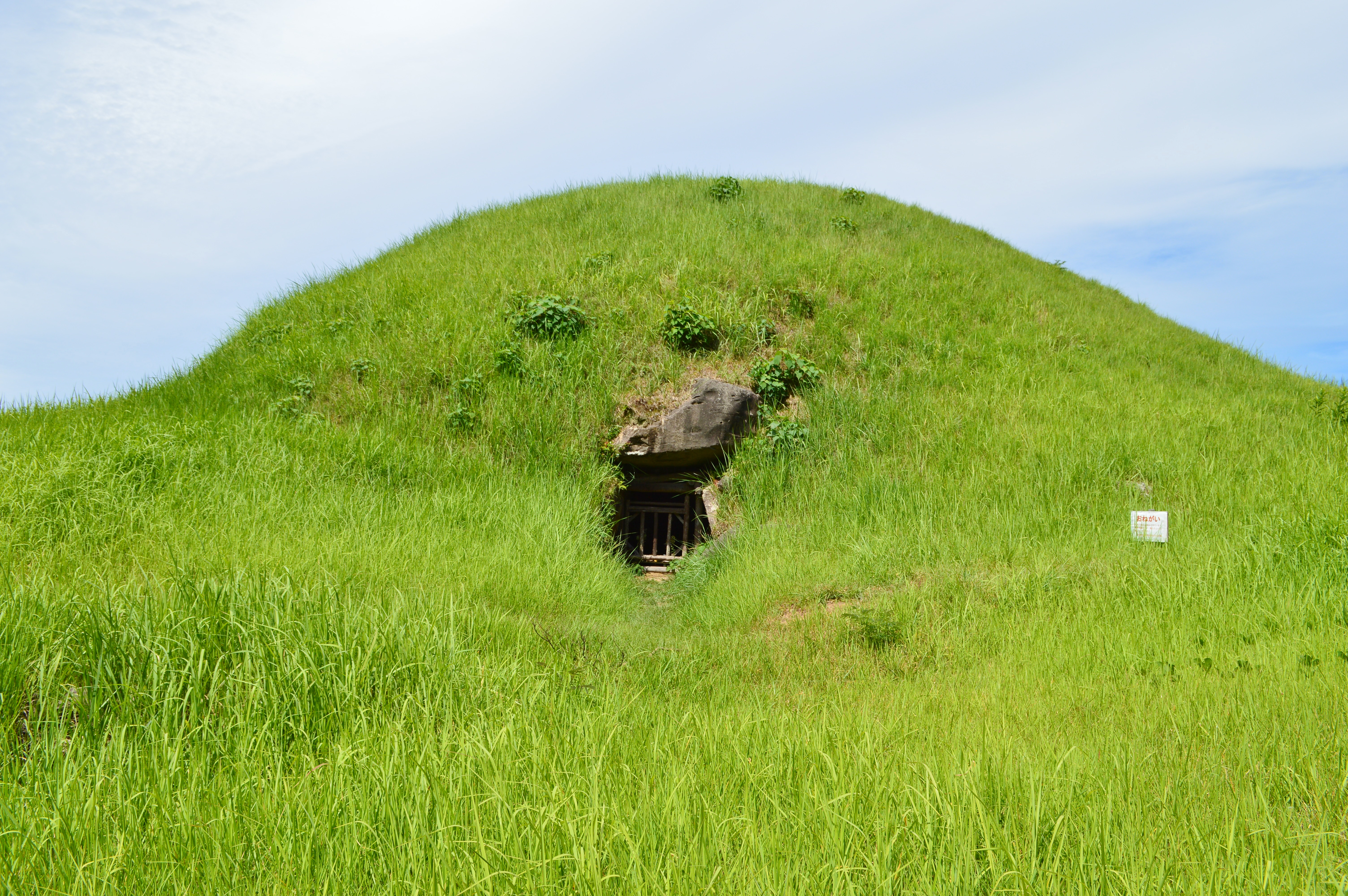
開口部
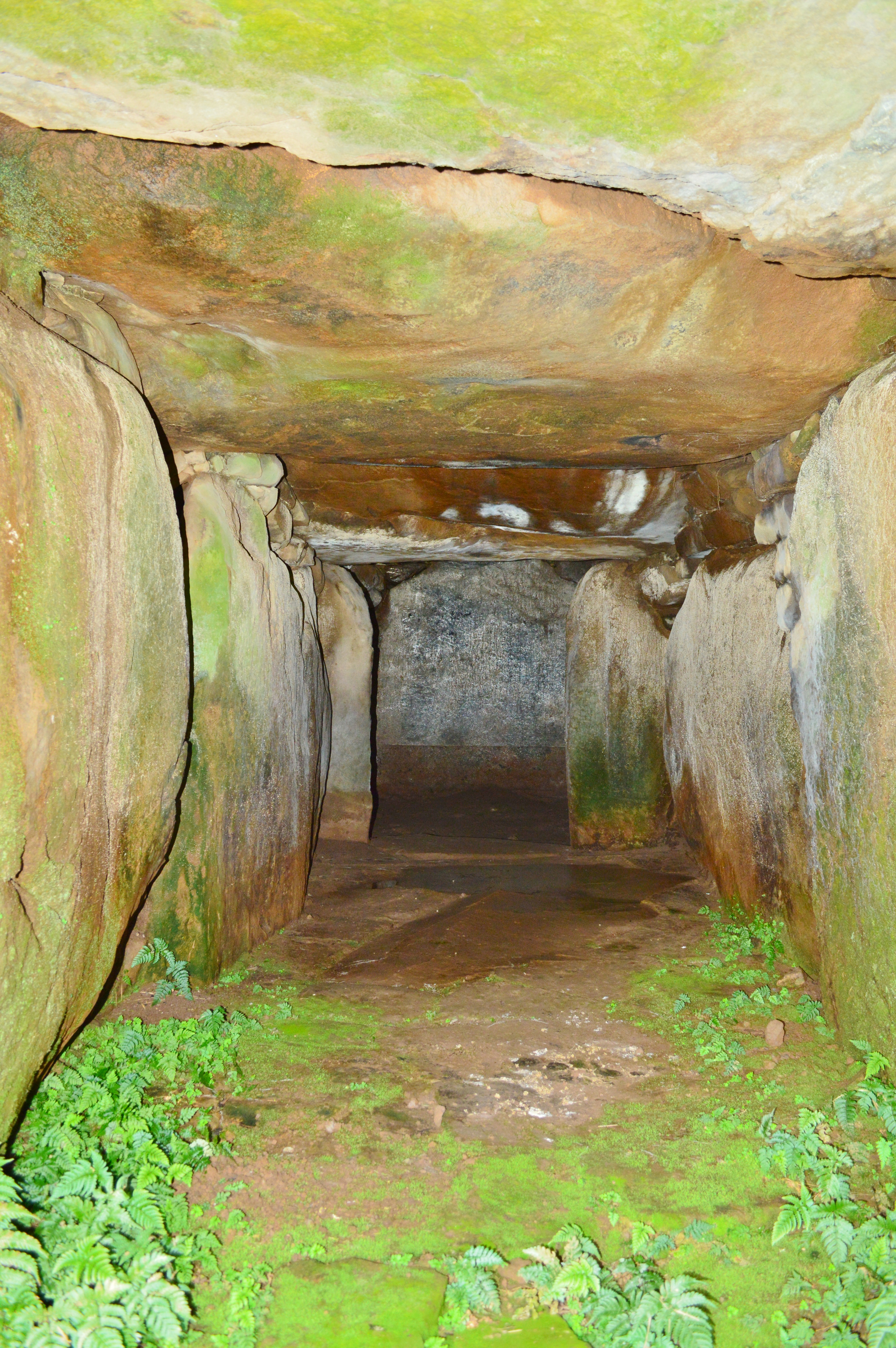
石室内部

## 文化財

### 重要文化財（国指定）
- 長崎県双六古墳出土品（考古資料） - 明細は以下。2008年（平成20年）7月10日指定[5][6]。
  - 金製品 8点
  - 銀製品 54点
  - 金銅製品 58点
  - 青銅製品 14点
  - 鉄製品 102点
  - ガラス製品 93点
  - 石製品 10点
  - 琥珀玉 1点
  - 陶器・土器 72点

## 関連施設
- 壱岐市立一支国博物館（壱岐市芦辺町深江鶴亀触） - 双六古墳の出土品を保管。

## 関連文献
（記事執筆に使用していない関連文献）
- 『県内古墳詳細分布調査報告書 -県内古墳の墳丘・石室の資料化に伴う報告書-』長崎県教育委員会〈長崎県文化財調査報告書第106集〉、1992年。 - リンクは奈良文化財研究所「全国遺跡報告総覧」。
- 『双六古墳』壱岐市教育委員会〈壱岐市文化財調査報告書第7集〉、2006年。
- 『壱岐の島の古墳群 -現状調査-』壱岐市教育委員会〈壱岐市文化財調査報告書第20集〉、2012年。